# 北淡町
北淡町（ほくだんちょう）は、兵庫県の淡路島にあった、津名郡の町。淡路島の西北端に位置していた。

## 地理
淡路島西北端に位置する。1995年の阪神・淡路大震災により生じた野島断層でも知られる。

### 隣接していた自治体
- 津名郡：一宮町、淡路町、東浦町、津名町

## 歴史
- 1955年（昭和30年）3月22日 - 津名郡富島町・浅野村・育波村・仁井村・野島村・室津村が合併して北淡町が発足。
- 2005年（平成17年）4月1日 - 淡路町・一宮町・津名町・東浦町と合併して淡路市が発足。同日北淡町廃止。

## 行政
- 町長
  - 小久保正雄 1994年-2002年
  - 井高孝一 2004年10月8日から
- 町議会
  - 定数 14人
  - 任期 2007年9月26日まで

## 経済

### 産業
- 主な産業
  - 農業 びわ ぶどうの生産
  - 水産業 チリメン 海苔の生産
  - 観光
- 産業人口（2000年国勢調査）
  - 総数 4,985人
  - 第1次産業 1,359人(27.3%)
  - 第2次産業 1,210人(24.3%)
  - 第3次産業 2,415人(48.4%)
  - 昼夜間人口比 92.6%

#### 漁業
- 野島漁港
- 富島漁港
- 浅野漁港
- 育波漁港

## 地域

### 教育

#### 高等学校
- 兵庫県立淡路高等学校

#### 中学校
- 北淡町立北淡中学校

#### 小学校
- 北淡町立仁井小学校
- 北淡町立野島小学校
- 北淡町立富島小学校
- 北淡町立浅野小学校
- 北淡町立育波小学校
- 北淡町立生田小学校
- 北淡町立室津小学校

#### 学校教育以外の施設
教育研究機関
- 兵庫県立淡路景観園芸学校（兵庫県条例に基づく学校）

保育所
- 北淡町立仁井保育所
- 北淡町立野島保育所
- 北淡町立富島保育所
- 北淡町立浅野保育所
- 北淡町立育波保育所
- 北淡町立生田保育所
- 北淡町立室津保育所

## 交通

### 鉄道
町内には通っていない。

### 道路
- 高速道路
  - 神戸淡路鳴門自動車道 北淡IC
- 都道府県道
  - 兵庫県道31号福良江井岩屋線
  - 兵庫県道71号北淡東浦線
  - 兵庫県道123号津名北淡線
  - 兵庫県道157号佐野仁井岩屋線
  - 兵庫県道460号野島浦線
  - 兵庫県道462号仁井黒谷線
  - 兵庫県道463号室津津名線

### 船舶
- 富島港
  - 淡路ジェノバライン（明石港） - 2001年11月までは西淡路ラインが運航していた。

## 名所・旧跡・観光スポット・祭事・催事
- 北淡町震災記念公園:阪神・淡路大震災の震源である野島断層を保存している施設である。
- 淡路市北淡歴史民俗資料館
- 江崎灯台

## 出身有名人
- 西條裕朗（ラグビー指導者）
- 原健三郎（元衆議院議長、作家）